# Guilmécourt
Guilmécourt est une ancienne commune française située dans le département de la Seine-Maritime en Normandie.
Dans le cadre de la fusion le 1er janvier 2016 des 18 communes qui constituaient la communauté de communes du Petit Caux pour former la commune nouvelle du Petit-Caux, Guilmécourt devient à cette date une de ses communes déléguées.

## Géographie

### Localisation
Il s'agit d'un village situé dans le Petit Caux. Il est entouré par les communes de Greny, Assigny et Tourville-la-Chapelle. Il se trouve à 17 km au nord-est de Dieppe, la plus grande ville aux alentours.
L'altitude maximale sur le territoire de la commune est de 147 mètres.

## Toponymie
Le nom est attesté sous les formes Gillemecurt en 1024, Gislemercourt en 1059, Gilemercuria au XIIe siècle.
Il s'agit d'une formation médiévale en -court « domaine rural fermé sur une cour » (terme issu du gallo-roman *CŌRTE, lui-même du latin classique cohors, cohortis, plus précisément refait en cortis). D'après François de Beaurepaire, le mode de formation toponymique en -court n'était plus en usage au moment de la colonisation anglo-scandinave, ce qui pourrait expliquer le fait qu'il ne soit jamais associé à un élément vieux norrois ou vieil anglais. Ce nom de lieu date, selon toute vraisemblance, de l'époque mérovingienne.
Les formations en -court sont localisées essentiellement dans la partie orientale de la Normandie (notamment pays de Bray), où l'on retrouve des toponymes germaniques sans doute issus du vieux bas francique et de nombreux sites archéologiques mérovingiens, connus surtout grâce aux prospections de l'abbé Cochet au siècle dernier. En outre, l'appellatif toponymique court est propre à la Lorraine, la Champagne, la Picardie et le nord de l'Île-de-France.
La graphie -curt de la forme de 1024 note [u] « ou » est plutôt de type normand, alors qu'en français, c'est généralement -cort (prononcé [u] également). La forme en -curia est une mauvaise latinisation, d'après le latin curia de sens similaire et qui explique d'ailleurs l'orthographe actuelle du mot cour (sans t), alors que l'anglais a conservé l'ancienne graphie française (cf. court de tennis).
Le premier élément Guilmé- représente sans doute un anthroponyme germanique, comme dans la plupart des formations en -court.
- Albert Dauzat et Charles Rostaing proposent le nom de personne Willimar. Ils pensent sans doute à une évolution phonétique du type Wilhem > Guillaume ou Wido > Guy (cf. aussi *WISCU > gui (plante)). Le w initial emprunté au germanique a en effet régulièrement donné g(u) en français.
- François de Beaurepaire lui préfère l'anthroponyme Gisalmarus / Gislemarus, qu'il donne avec la désinence latine -us.

La proposition d'A. Dauzat et C. Rostaing est peu vraisemblable car non seulement aucune forme ancienne du toponyme Guilmécourt ne débute par un W- ou un V-, comme c'est toujours le cas en Seine-Maritime pour les toponymes formés avec un nom de personne germanique commençant par un W- (cf. Vinnemerville, Winemervilla vers 1040, avec l'anthroponyme Winemarus), mais en plus, en normand septentrional (jadis parlé dans tout le département de la Seine-Maritime), *Willemarcorte aurait abouti à *Vilmécourt. En revanche, F. de Beaurepaire cite aussi Guimerville (Gislemari villa au XIIe siècle, Guilmerville XVIIIe siècle), dont les formes anciennes sont proches, ce qui oriente davantage vers l'hypothèse d'un nom de personne en Gis(a)l- (cf. Gisèle). Dans ce cas, le [g] dur devant i (noté Gu- de manière moderne) est typique de la phonétique normanno-picarde et correspond à la palatale [j] du français (normanno-picard guerbe correspond au français gerbe).

## Histoire
Les archéologues ont mis au jour des ossements de mammouths, d'aurochs et d'ours, mais aussi des coquillages de mollusques, des silex taillés datant de l'époque du paléolithique supérieur[réf. souhaitée]. 
Avant la révolution, la cure (paroisse) du village est à la nomination et présentation (droit de patronage) des abbés et religieux de l'abbaye Saint-Michel du Tréport qui percevait les dîmes.
C'est dans une ferme près de Guilmécourt que logeront les insurgés avec Georges Cadoudal avant de gagner Paris et mener la lutte contre Napoléon Bonaparte, premier consul, en 1804.

## Politique et administration

### Intercommunalité
La commune était membre de la communauté de communes du Petit Caux. Celle-ci s'est transformée le 1er janvier 2016 en commune nouvelle sous le nom du Petit-Caux et les 18 communes qui constituaient l'intercommunalité deviennent des communes déléguées, reprenant le nom et les limites territoriales des anciennes communes.
Le projet de schéma départemental de coopération intercommunale présenté par le préfet de Seine-Maritime le 2 octobre 2015 dans le cadre de l'approfondissement de la coopération intercommunale prévu par la Loi portant nouvelle organisation territoriale de la République (Loi NOTRe) du 7 août 2015 prévoit la fusion de la communauté de communes des Monts et Vallées (12 338 habitants), de cette commune nouvelle du Petit-Caux (9 042 habitants), et  une commune membre de la communauté de communes de Londinières (264 habitants).

### Liste des maires
| Période                                  | Période                        | Identité        | Étiquette | Qualité                                                                                                   |
| ---------------------------------------- | ------------------------------ | --------------- | --------- | --- |
| Les données manquantes sont à compléter. |                                |                 |           | |
| 1835                                     |                                | Joseph Crescent |           | |
| Les données manquantes sont à compléter. |                                |                 |           | |
|                                          | juillet 1998                   | Pierre Vicart   |           | |
| mars 2001                                | En cours (au 16 décembre 2015) | Pierre Batte    |           | Tourneur mouliste Réélu pour le mandat 2014-2020 Devient maire délégué de Guilmécourt le 1er janvier 2016 |

## Démographie
L'évolution du nombre d'habitants est connue à travers les recensements de la population effectués dans la commune depuis 1793. À partir du 1er janvier 2009, les populations légales des communes sont publiées annuellement dans le cadre d'un recensement qui repose désormais sur une collecte d'information annuelle, concernant successivement tous les territoires communaux au cours d'une période de cinq ans. 
Pour les communes de moins de 10 000 habitants, une enquête de recensement portant sur toute la population est réalisée tous les cinq ans, les populations légales des années intermédiaires étant quant à elles estimées par interpolation ou extrapolation. Pour la commune, le premier recensement exhaustif entrant dans le cadre du nouveau dispositif a été réalisé en 2005,.
En 2013, la commune comptait 342 habitants, en évolution de +26,2 % par rapport à 2008 (Seine-Maritime : +0,48 %, France hors Mayotte : +2,49 %).
| 1793 | 1800 | 1806 | 1821 | 1831 | 1836 | 1841 | 1846 | 1851 |
| ---- | ---- | ---- | ---- | ---- | ---- | ---- | ---- | ---- |
| 422  | 401  | 494  | 493  | 482  | 468  | 466  | 443  | 445  |

| 1856 | 1861 | 1866 | 1872 | 1876 | 1881 | 1886 | 1891 | 1896 |
| ---- | ---- | ---- | ---- | ---- | ---- | ---- | ---- | ---- |
| 457  | 431  | 430  | 386  | 359  | 359  | 347  | 289  | 281  |

| 1901 | 1906 | 1911 | 1921 | 1926 | 1931 | 1936 | 1946 | 1954 |
| ---- | ---- | ---- | ---- | ---- | ---- | ---- | ---- | ---- |
| 252  | 282  | 302  | 221  | 228  | 250  | 250  | 251  | 234  |

| 1962 | 1968 | 1975 | 1982 | 1990 | 1999 | 2005 | 2010 | 2013 |
| ---- | ---- | ---- | ---- | ---- | ---- | ---- | ---- | ---- |
| 204  | 185  | 185  | 245  | 240  | 241  | 254  | 301  | 342  |

## Culture locale et patrimoine

### Lieux et monuments
- Église de Guilmécourt.
- Monument aux morts (1921).
- Mairie.
- Ancienne école.
- Club de sport UFC.
- Champ d'éolienne (la plus haute éolienne mesure 145 mètres).
- Épicerie.
- Bar.
- Coiffeur.
- Mini golf.
- Musée de l'horlogerie.

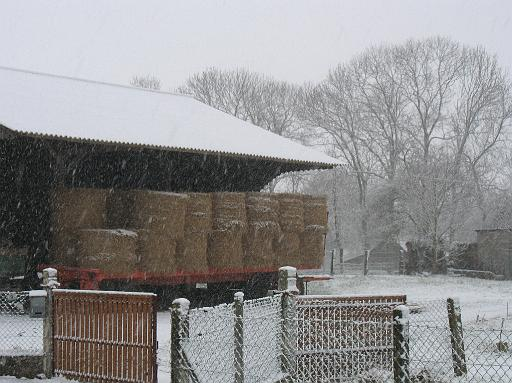
Guilmécourt sous la neige.
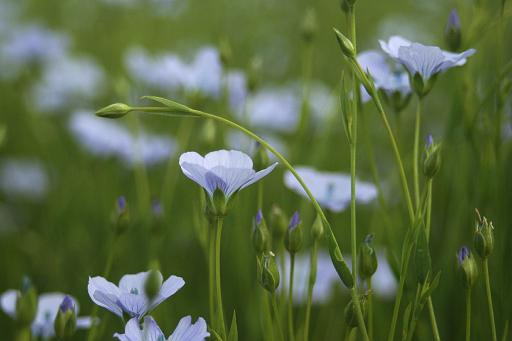
Champ de lin.
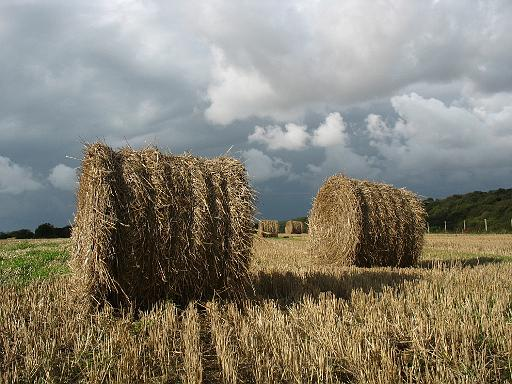
Le temps de la moisson.
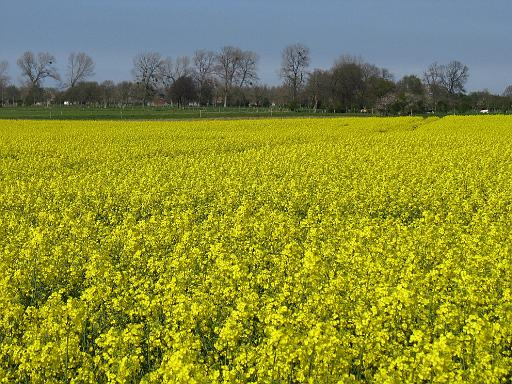
Champ de colza.
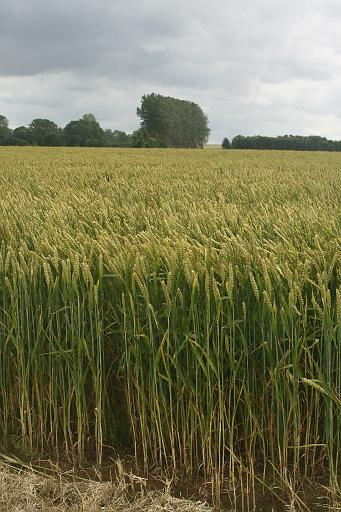
Champ de blé.
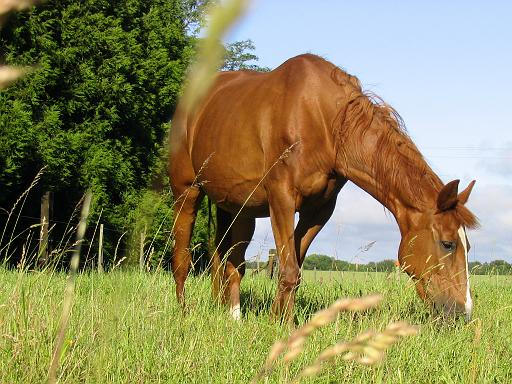
À la campagne.
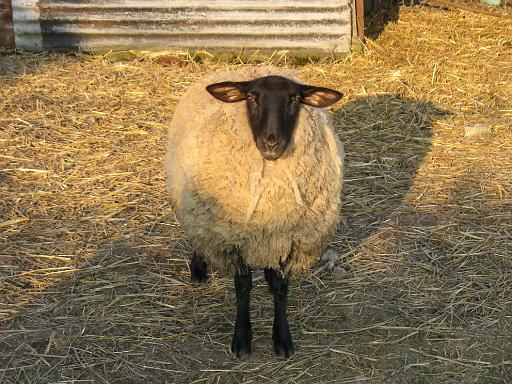
Mouton.
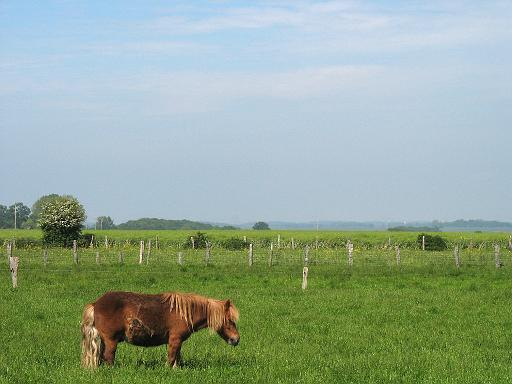
Paysage campagnard.
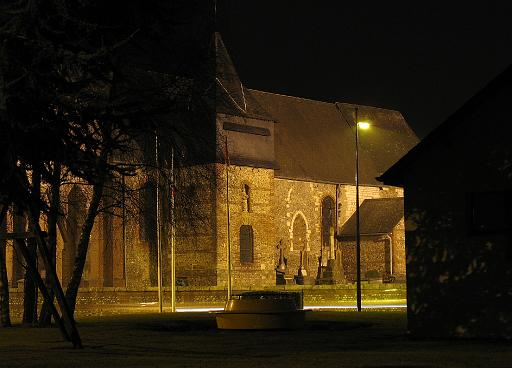
Guilmécourt, la nuit.
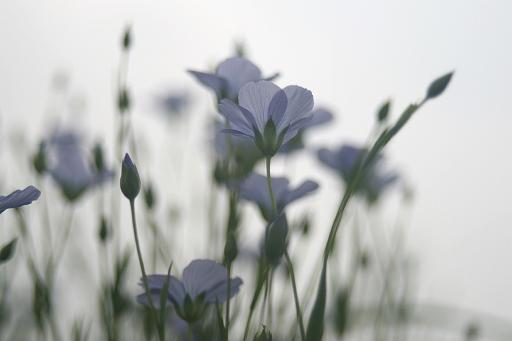
Fleur de lin.
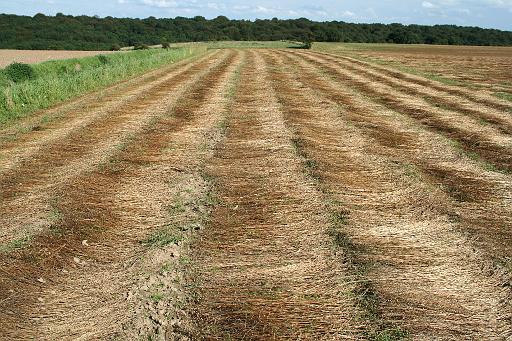
Champ de lin.

### Personnalités liées à la commune
- Michael Prolls (né en 1986) réalisateur de téléfilm, a vécu jusqu’à l'âge de 20 ans à Guilmecourt.
- Thomas Gouye, savant né à Dieppe en 1650, a grandi à Guilmecourt.

### Héraldique
| Armes de Guilmécourt | Les armes de la commune de Guilmécourt se blasonnent ainsi : écartelé : au 1) d’argent au maillet de sinople, au 2) et au 3) d’azur étincelé d’or, au lion brochant d’argent, au 4) d’argent à la pomme de pin de sinople. |